# Suzuki Michio (Mathematiker)
Suzuki Michio (jap. 鈴木 通夫; * 2. Oktober 1926 in Chiba; † 31. Mai 1998 in Tokio) war ein japanischer Mathematiker, der sich mit der Theorie endlicher Gruppen beschäftigte.

## Leben
Suzuki studierte an der Universität Tokio (unter anderem bei Kenkichi Iwasawa), wo er 1952 bei Shoukichi Iyanaga promoviert wurde. Ab 1952 war er an der University of Illinois at Urbana-Champaign, wo er 1955 Professor wurde. Von 1968 bis zu seinem Tod war er dort Professor am Center for Advanced Study. 1956/57 war er in Harvard bei Richard Brauer und 1960/61 an der Universität Chicago. 1962/63, 1968/69 und 1981 war er am Institute for Advanced Study, 1971 Gastprofessor in Tokio, ebenfalls 1980 (und in Hokkaido und Osaka) und 1994 an der Universität Padua.
Suzuki war führend in den frühen Bemühungen (ab den 1950er Jahren) zur Klassifikation der endlichen einfachen Gruppen. Er war der Erste, der das wichtige Odd-Order-Theorem von Walter Feit und John Griggs Thompson (die den Satz 1962 bewiesen) in Angriff nahm – er bewies 1954 einen Spezialfall und zeigte damit, dass das Problem angreifbar war. 1960 entdeckte er die Suzuki-Gruppen, eine unendliche Familie einfacher endlicher Gruppen, wie sich später herausstellte, waren sie vom Lie-Typ. 1968 entdeckte er eine sporadische einfache Gruppe, die nach ihm benannt ist.
Suzuki war 1962/63 Guggenheim Fellow. 1991 wurde er Ehrendoktor der Universität Kiel. 1974 erhielt er den Akademie-Preis der japanischen Akademie der Wissenschaften. 1970 war er Invited Speaker auf dem Internationalen Mathematikerkongress in Nizza (Characterizations of some finite simple groups).